# Antho simplicissima
Antho simplicissima är en svampdjursart som först beskrevs av Burton 1932.  Antho simplicissima ingår i släktet Antho och familjen Microcionidae. Inga underarter finns listade i Catalogue of Life.